# Caruru

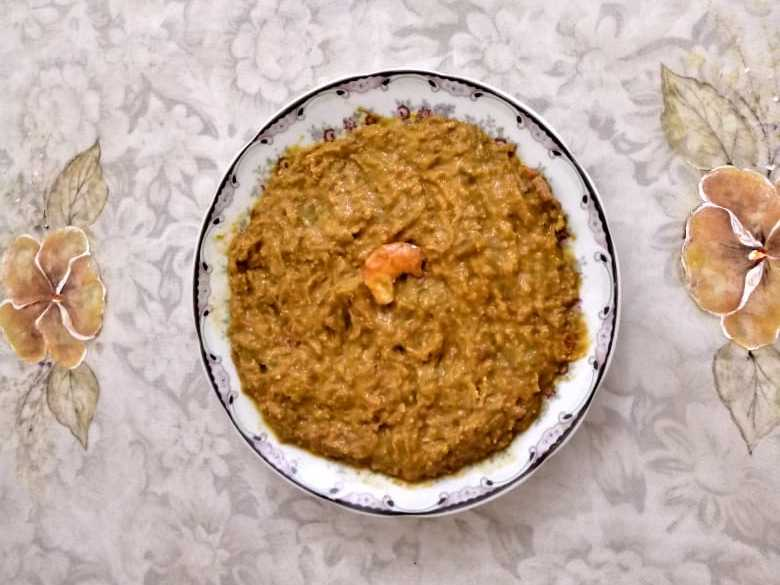
Caruru

Caruru (port. amarant, szkarłat) – brazylijska potrawa, pochodząca pierwotnie z Afryki, używana w rytuałach candomblé, prawdopodobnie przywieziona przez niewolników. Składniki caruru to: okra, cebula, krewetki, olej palmowy i prażone orzechy (orzeszki ziemne i / lub orzechy nerkowca). Jest to typowa potrawa w północno-wschodnim stanie Bahia, gdzie jest powszechnie spożywana z acarajé, uformowana w kulkę, a następnie smażona w oleju palmowym.